# 927 Ratisbona
A 927 Ratisbona (ideiglenes jelöléssel 1920 GO) egy kisbolygó a Naprendszerben. Max Wolf fedezte fel 1920. február 16-án, Heidelbergben.